# 觀音復興宮
25°03′38″N 121°07′42″E / 25.060515°N 121.128434°E
觀音復興宮，是位於臺灣桃園市觀音區觀音工業區的開漳聖王廟，前身為大溪區的阿姆坪復源宮，因興建石門水庫而搬遷，來到新地點後，香火更顯興旺，據說為聖王靈感體恤在地環境而同意。

## 前身
光緒十六年四月（1890年），墾民林勝源出資招募民眾進山開墾大嵙崁水流東（三民）、八結（百吉）、湳仔溝、新柑坪、舊柑坪、阿姆坪、竹頭角（長興）等地區，該年秋建立阿姆坪南雅宮，同年十月落成，香火來自大溪仁和宮。次年（1891年）五月二十八日，與原住民發生衝突，廟身被焚。1909年初，大嵙崁學務委員呂鷹揚、江健臣、呂建邦、黃丙南、王式璋、黃玉麟各出資本合力開墾阿姆坪四十餘甲地，並倡議原址桃園廳海山堡南雅庄鴨母坪重建廟宇。1912年，眾人出資出力復建，同年秋完竣，乃改宮名為「復興宮」。但1914年農曆七月十五日，差點再毀於原住民之手，此後每年七月十四日進行普渡。
阿姆坪復興宮的信仰圈曾有阿姆坪、八結、湳仔溝、新柑坪、舊柑坪、竹頭角、大溪坪、水流東、分水崙、十三份與復興區角板山等地區。在石門水庫興建之前，阿姆坪當地居民便會迎媽祖，於開漳聖王聖誕當日遶境。

## 今狀

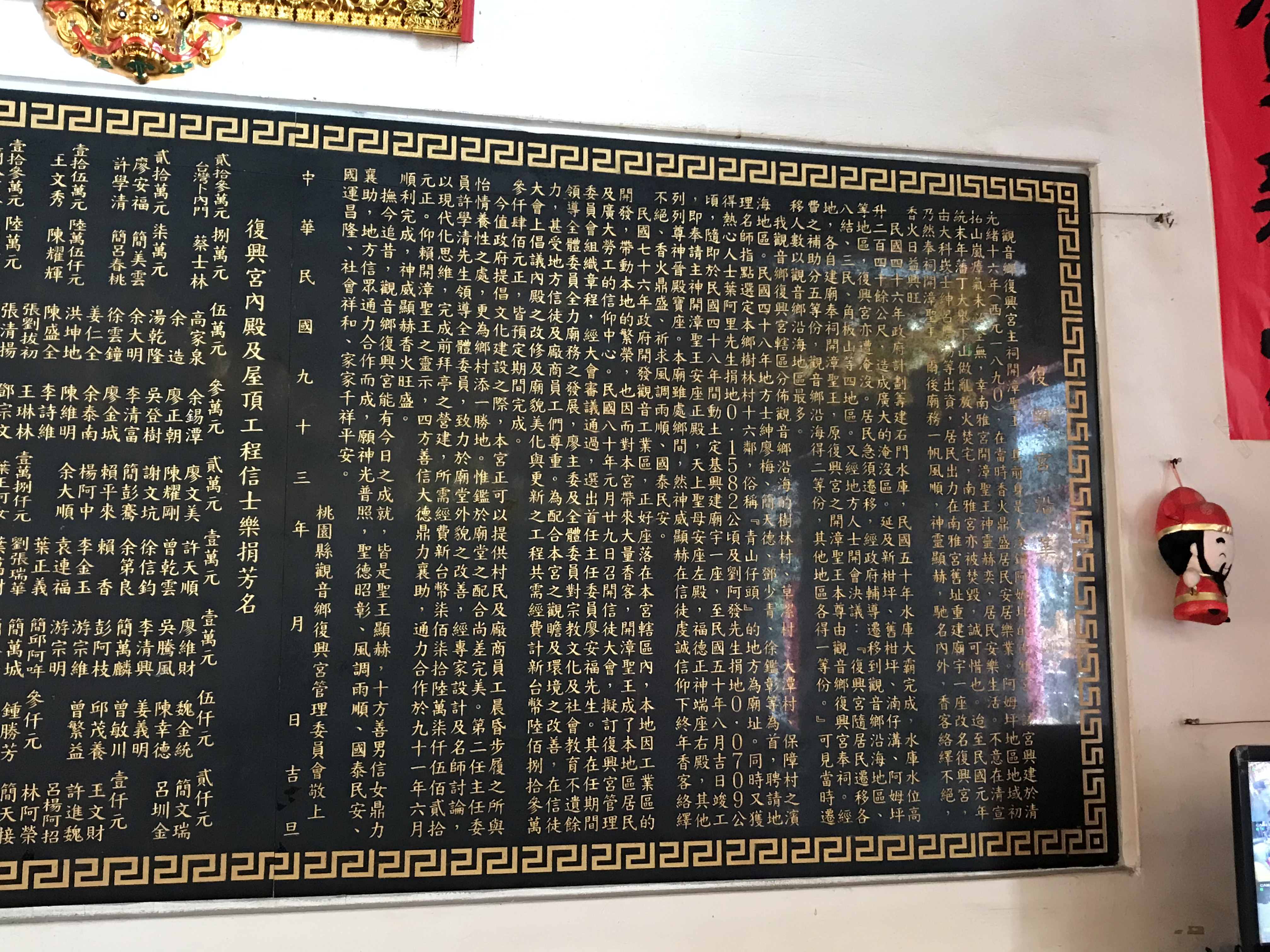
沿革寫1959年建立，1961年竣工。

石門水庫興建期間，地方人士便決議將宮廟隨居民遷移至觀音鄉樹林村，1961年將神像迎至樹林新村，為當地的信仰與社交活動中心。除觀音復興宮得到開漳聖王神像外，百吉復興宮分配到廟門板、角板山福興宮、三民東興宮分別擁有香爐神器等。觀音復興宮廟祝陳耀雄表示，以前要去進香，最少要三台遊覽車，現在剩一台。
至於阿姆坪土地公廟舊廟留在原地。
從阿姆坪遷來的廖金田回憶，樹林新村當時是一片沙地及防風林，收入不佳生活不好過，後來政府向村民徵地蓋工業區，卻帶來環境汙染，身體不健康，此廟供奉的開漳聖王是他生命重要的寄託。在2018年報導時，因觀音工業區空氣汙染，宮廟周邊區域年輕人口外移嚴重，觀音復興宮已不復當年之榮景，造成維持宮廟運作經費拙困，因此僅能在有限的經費與人力之下，勉強維持廟務的運作。 